# Heinrich Campendonk

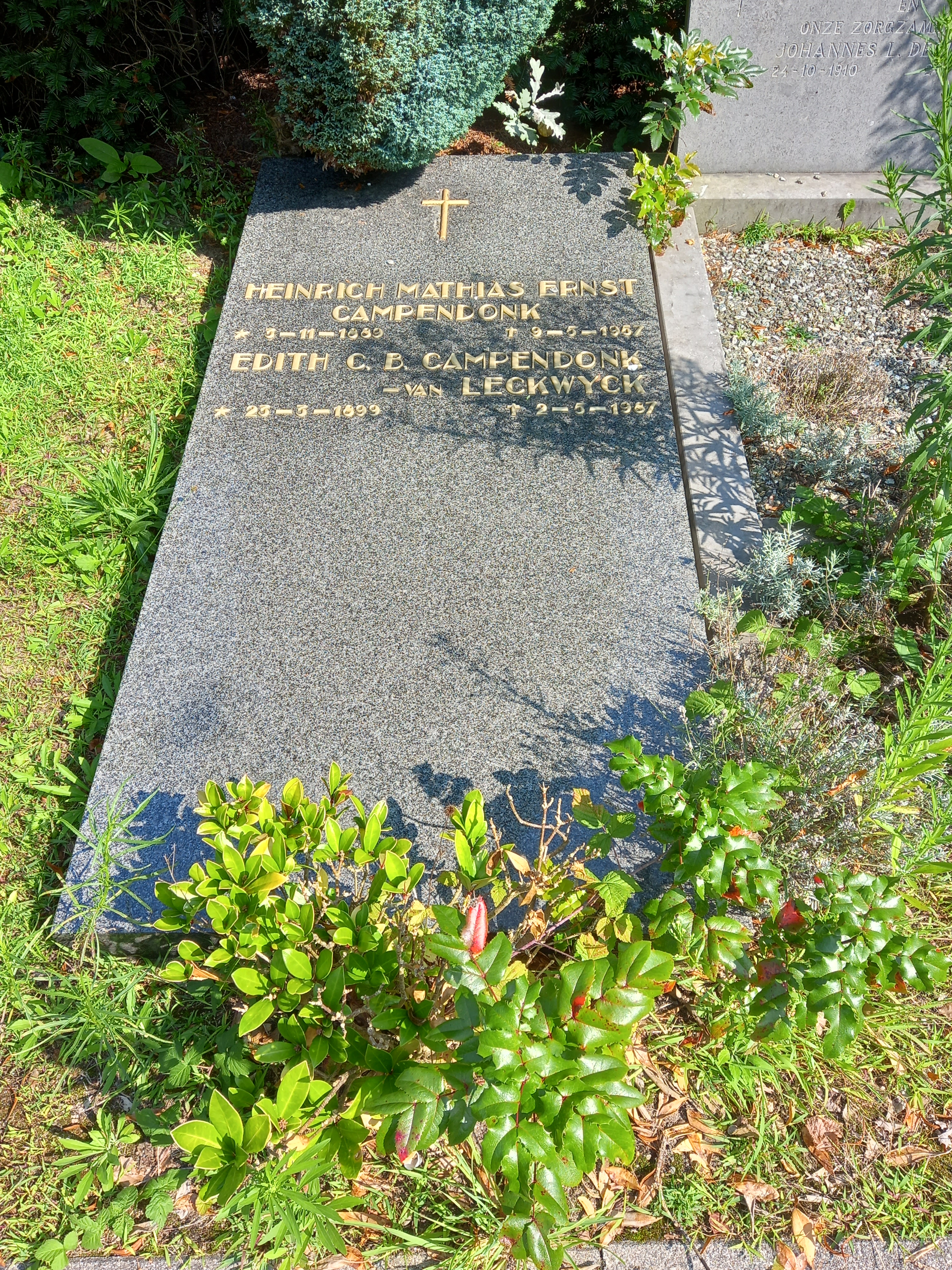
Het graf van Heinrich Campendonk en zijn echtgenote Edith C. B. van Leckwyck op Begraafplaats Buitenveldert te Amsterdam

Heinrich Campendonk (Krefeld, 3 november 1889 – Amsterdam, 9 mei 1957) was een Duits-Nederlandse expressionistische schilder. graficus en glazenier.

## Biografie
Campendonk kreeg zijn opleiding aan de kunstnijverheidsschool, waar hij les had van onder meer Johan Thorn Prikker. Naast schilderen leerde hij daar grafische technieken. Met financiële hulp van kunsthandelaar Alfred Flechtheim verhuisde naar Sindelsdorf en sloot zich in het nabijgelegen München aan bij de kunstenaarsgroep Der Blaue Reiter, waar onder andere Wassily Kandinsky en Franz Marc deel van uitmaakten. Zijn hele leven bleef hij deze groep trouw. Hij werd beroemd als kunstschilder, maar ook als glas-in-loodkunstenaar en als graficus. Campendonk nam in 1913 deel aan de eerste Duitse Herfstsalon te Berlijn en aan de Rheinische Expressionisten tentoonstelling in Bonn.
In 1922 keerde hij terug naar zijn geboorteplaats Krefeld om als docent aan de kunstnijverheidsschool te gaan werken. In 1926 werd Campendonk aangesteld als professor aan de kunstacademie van Düsseldorf, waar hij les gaf in de vakken wandschilderkunst, glasschilderkunst en mozaïek- en gobelinkunst.
In 1934 vluchtte hij voor het naziregime en besloot te verhuizen naar België, waar hij een jaar verbleef. In 1935 vestigde Campendonk zich in Amsterdam, waar hij les ging geven aan de Rijksakademie voor Beeldende Kunsten en werd benoemd tot hoogleraar monumentale kunsten. Daar is hij van grote invloed geweest op de ontwikkeling van een grote groep vooroorlogse jonge kunstenaars. In hetzelfde jaar huwde hij met de Belgische schilderes Edith Van Leckwyck. Kort voor zijn dood werd hij tot Nederlander genaturaliseerd.
De motieven van Campendonk verwijzen vaak naar (Afrikaanse) volkskunst en het landleven, maar ook tonen zijn schilderijen droefheid (melancholie) over de onbereikbaarheid van het met de natuur verbonden leven.
Campendonk overleed op 67-jarige leeftijd in Amsterdam. Tot zijn leerlingen behoren Abram Stokhof de Jong (1911-1966), Jaap Min (1914-1987), Willem Hofhuizen (1915-1986),Marius de Leeuw (1915-2000), Anton Rovers (1921-2003), Max Reneman (1923-1978) en Albert Troost (1924-2010).

## Werken in Amsterdam

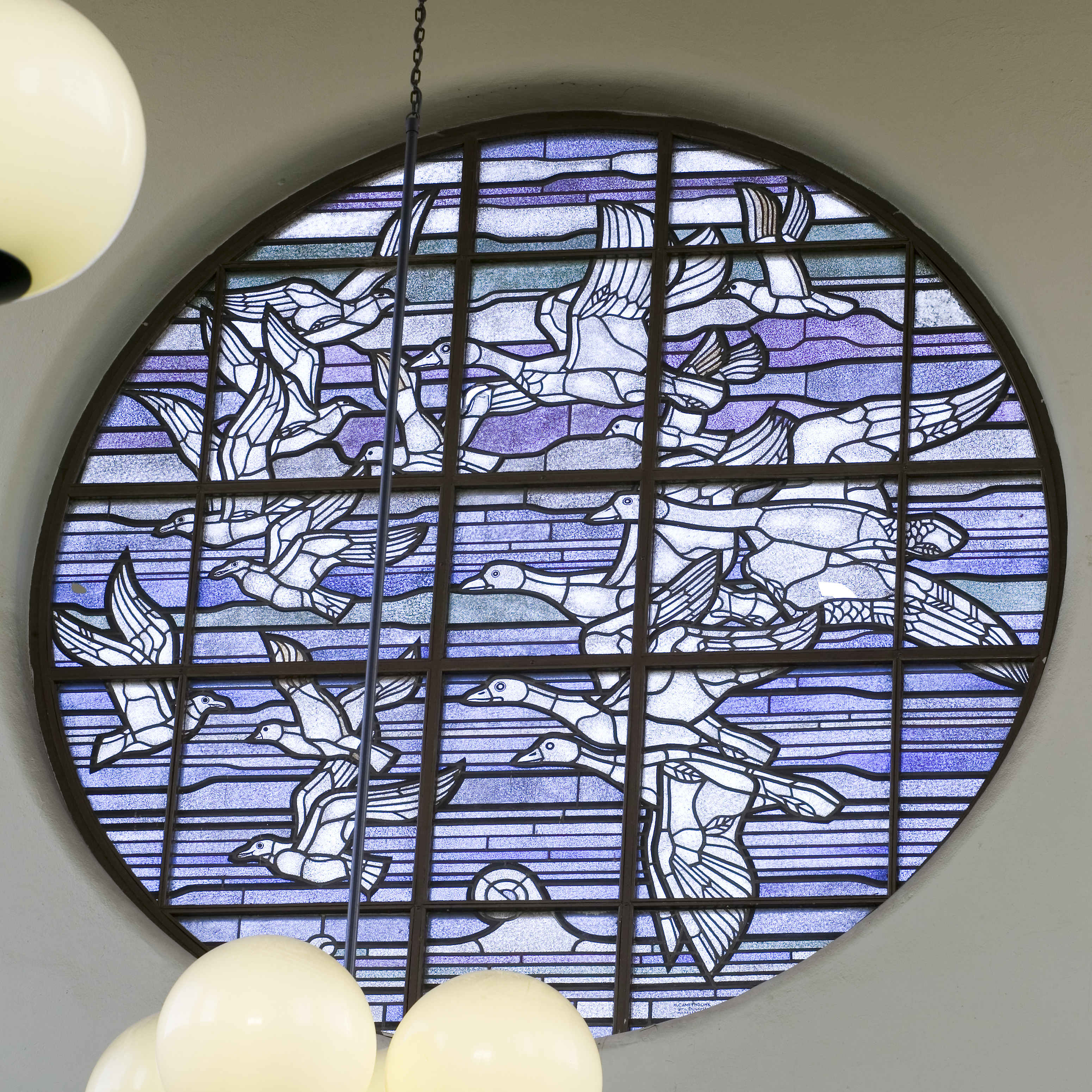
Station Amsterdam Muiderpoort
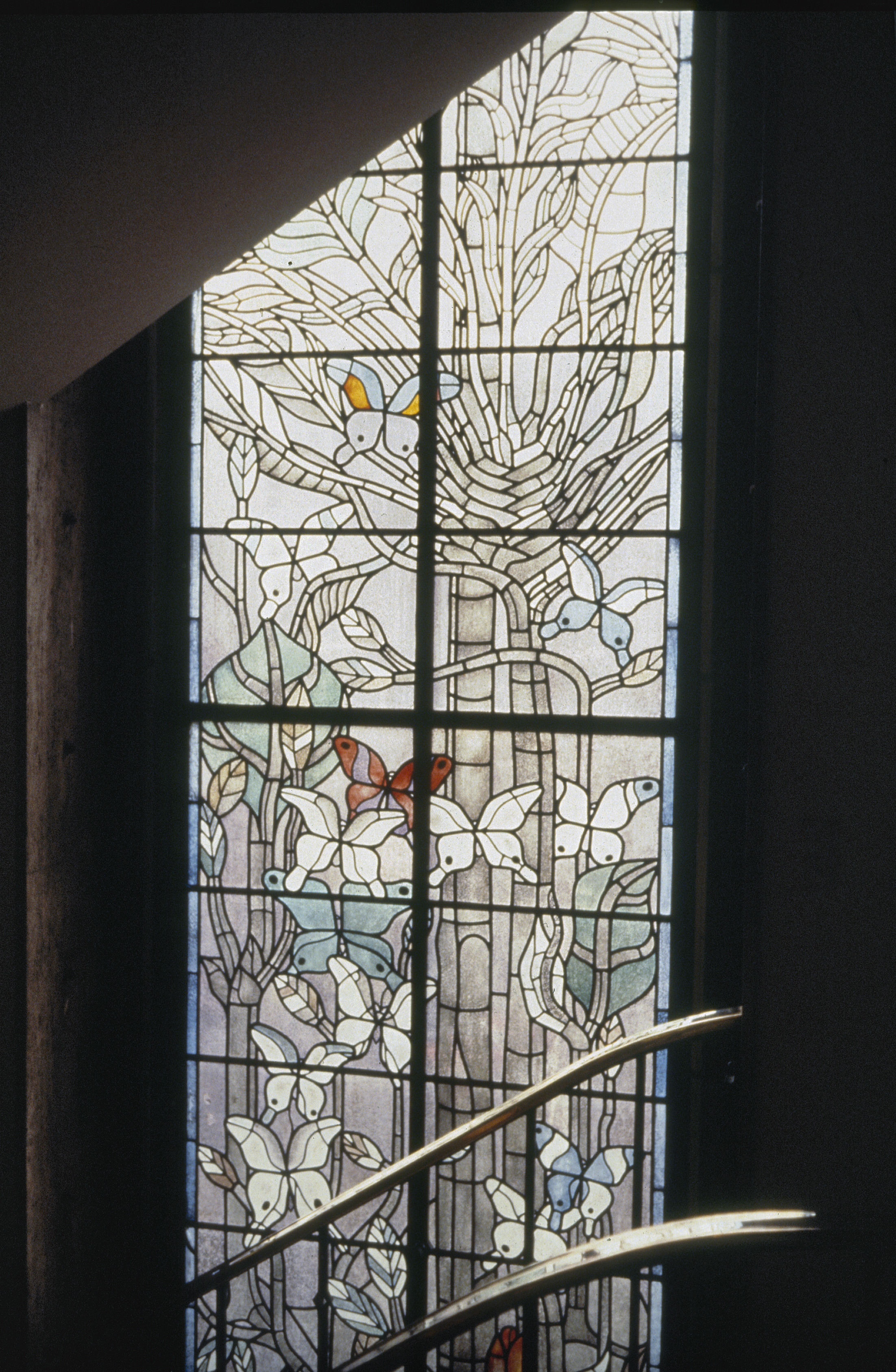
Keizersgracht 369
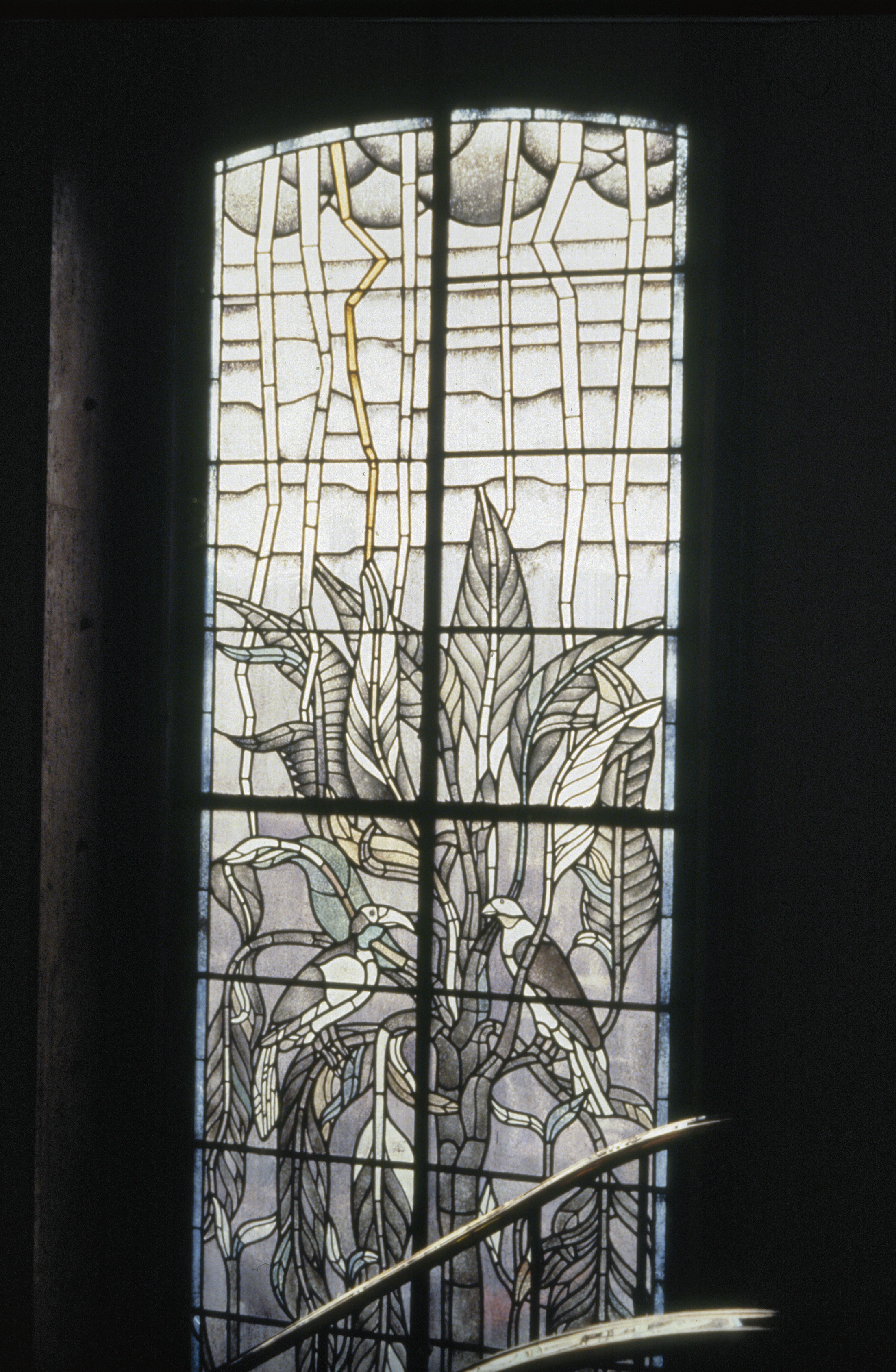
Keizersgracht 369
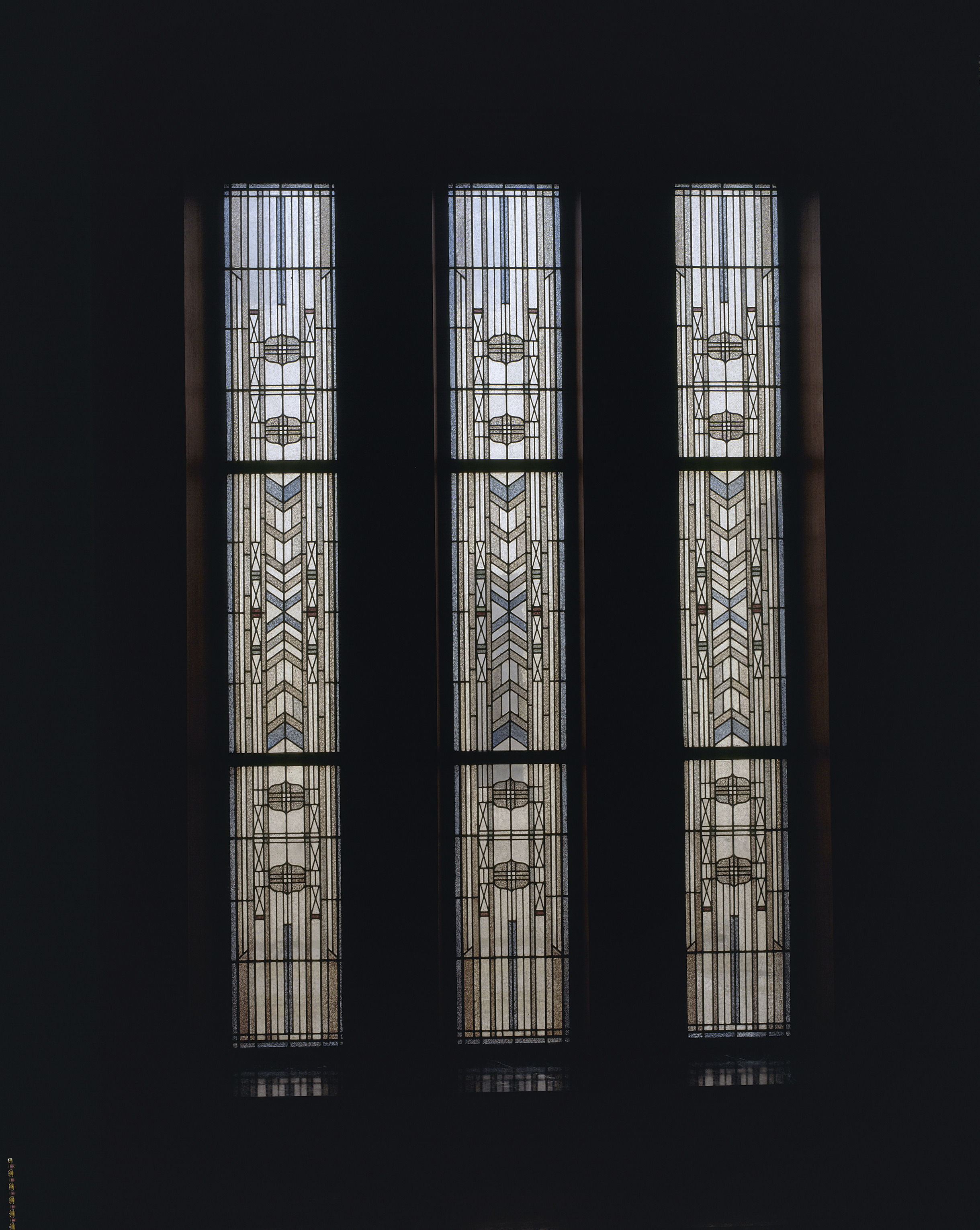
Keizersgracht 662
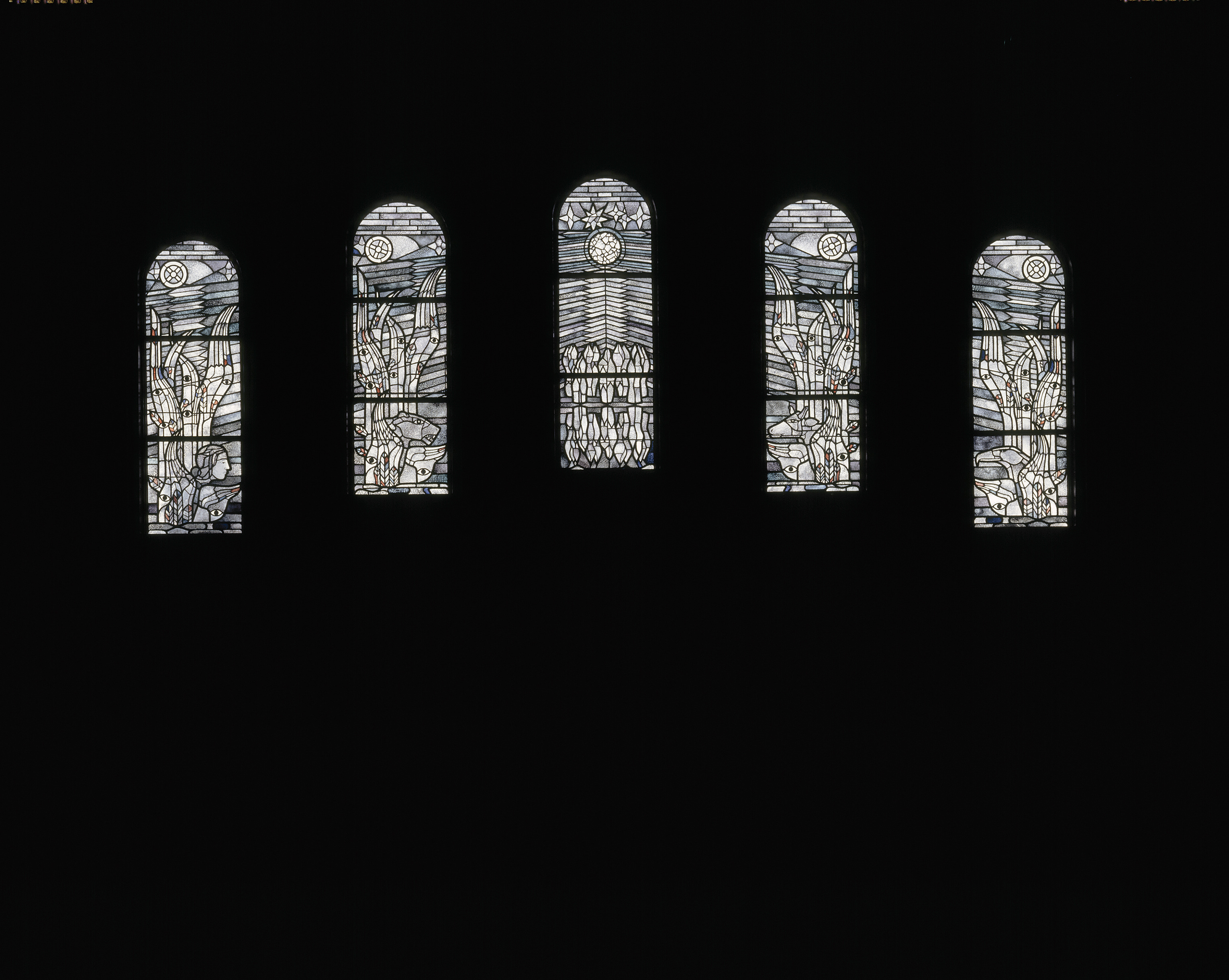
Richard Wagnerstraat 32-34

## Werk in openbare collecties (selectie)
- Rijksmuseum Amsterdam[2]
- Stedelijk Museum Amsterdam
- Kunstmuseum in Den Haag

## Tentoonstellingen (selectie)
2014 - Kristalline Welten - Die Glasgemälde Heinrich Campendonks, Deutsches Glasmalerei-Museum, Linnich